# Saint-Irénéetunnel
De Saint-Irénéetunnel (Frans: Tunnel de Saint-Irénée) is een tunnel voor de spoorlijn Paris-Lyon - Marseille-Saint-Charles. De Saint-Irénéetunnel heeft een lengte van 2.109 m en is uitgekapt onder de heuvel Fourvière in het 5e arrondissement van de Franse stad Lyon. 
De naam refereert naar Ireneüs van Lyon, Irénée in het Frans. Saint-Irénée is een wijk op de Fourvière, waarvan het centrale plein de Place Saint-Irénée is, gelegen bij de Église Saint-Irénée.
De tunnel werd aangelegd door de aannemers Mangini en Debos en kon in 1856 in gebruik genomen worden. Het is een enkele tunnel, met plaats voor twee treinsporen. De tunnel volgt een noordwest/zuidoost-as tussen de wijk Gorge-de-Loup en de Quarantainewijk aan de kades van de Saône en verbindt de stations Lyon-Vaise en Lyon-Perrache. Bij de noordelijke ingang is de kruising tussen de lijn Parijs-Lyon naar Marseille-Saint-Charles (die door de tunnel loopt) en de lijn Lyon-Saint-Paul naar Montbrison. De zuidelijke ingang leidt naar het Quarantaineviaduct over de Saône dat naar het treinstation Lyon-Perrache leidt.
De Saint-Irénée-tunnel is, samen met de Loyasse-tunnel en de tunnel van lijn D van de metro van Lyon, een van de drie spoorwegtunnels die de heuvel van Fourvière doorkruisen. De grote autosnelwegtunnel die de A6 Lyon binnenleidt (sinds 2020 het traject van de M6, die een eeuw later iets hoger in de tunnel werd geboord) kruist de spoortunnel zodat de noordwestelijke spoortunnelingang ten noorden van de snelweg legt, en de zuidwestelijke spoortunnelingang ten zuiden van de snelweg legt.

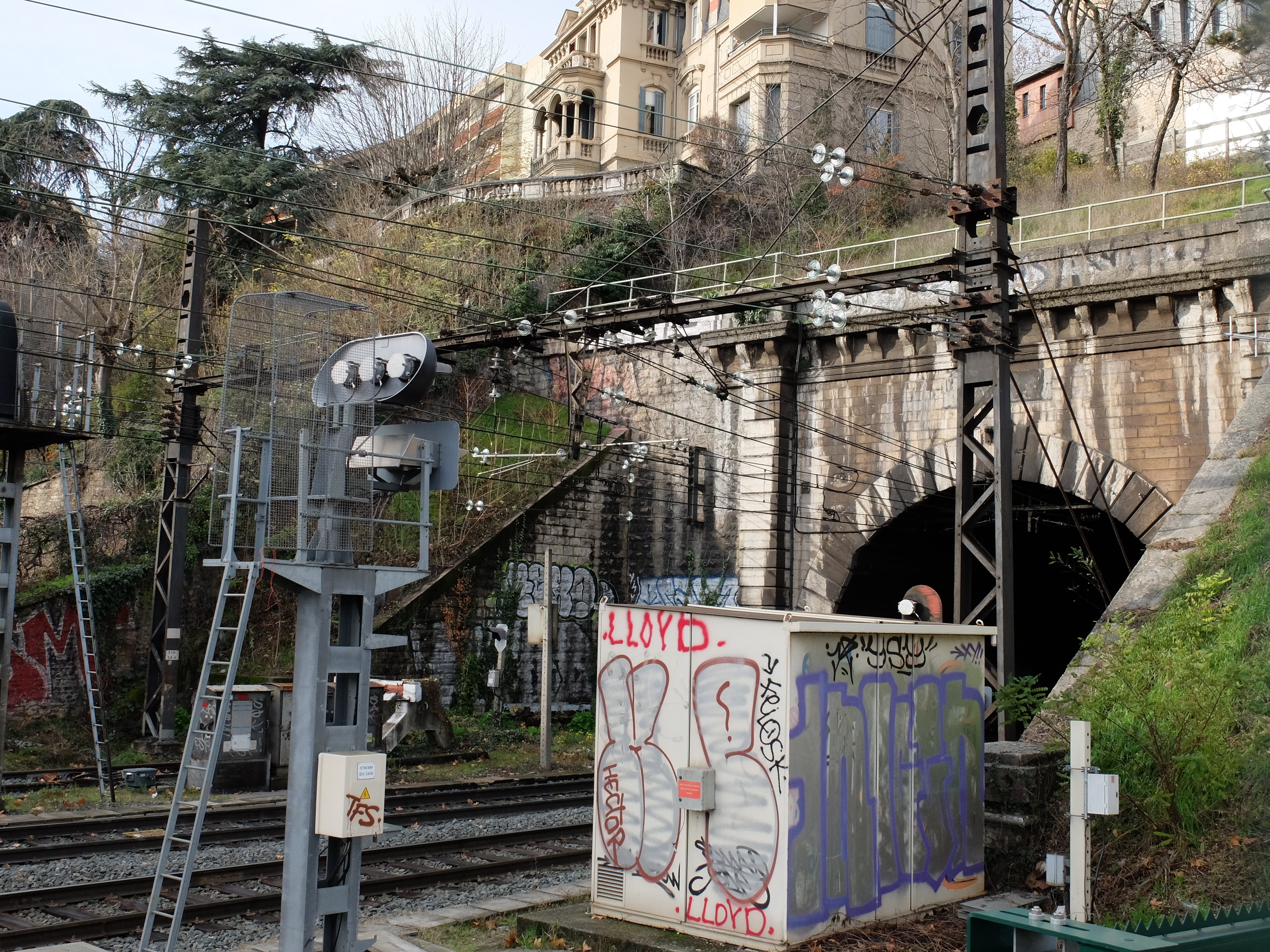
Tunnel de Saint Irénée gezien langs de zuidoostelijke ingang bij de Saône